# Фонтане (Еро)
Фонтане (фр. Fontanès) је насеље и општина у јужној Француској у региону Лангдок-Русијон, у департману Еро која припада префектури Монпелије.
По подацима из 2011. године у општини је живело 306 становника, а густина насељености је износила 37,41 становника/km². Општина се простире на површини од 8,18 km². Налази се на средњој надморској висини од 80 метара (максималној 241 m, а минималној 88 m).

## Демографија
| 1962. | 1968. | 1975. | 1982. | 1990. | 1999. | 2011. |
| ----- | ----- | ----- | ----- | ----- | ----- | ----- |
| 99    | 107   | 72    | 144   | 187   | 202   | 306   |

График промене броја становника у току последњих година